# Diwan (Indie)
Diwan (z arabskiego rejestr) - w niektórych historycznych państwach muzułmańskich w Indiach urzędnik nadzorujący finanse. W Sułtanacie Delhijskim (diwan i-insza) łączył kompetencje ministra spraw zagranicznych, szefa kancelarii sułtana, a także częściowo, ministra spraw wewnętrznych. W hierarchii urzędniczej Imperium mogolskiego zakres jego obowiązków odpowiadał kompetencjom szefa rządu. Natomiast w okresie panowania brytyjskiego stał na czele administracji centralnej stanowiących lenna Korony księstw indyjskich (native state). 